# 伊豆長岡温泉
伊豆長岡温泉（いずながおかおんせん）は、静岡県伊豆の国市にある温泉。「名湯百選」「伊豆三古湯」である。

## 温泉街
伊豆の国市の旧伊豆長岡町中心部に位置する。伊豆半島の付け根にあたり、伊豆の玄関口に位置する。源氏山を挟んで東側の「古奈地区」と西側の「長岡地区」から構成される。
昔は別々の温泉名で呼ばれていたが、現在は両地区を合わせて「伊豆長岡温泉」と呼ばれる。
古奈温泉は古くは田畑の中に位置しており、西暦720年頃に発見されたとされる。源頼朝が挙兵の際や、湯治目的で度々入浴したとされた逸話が残る。しかし近年に宅地開発がされたため、住宅地の中に温泉旅館等がある街並みで、温泉街といえる街並みは無い。
一方で長岡側の開発は大正時代以降で、以後1965年（昭和40年）に山を切り開いた狩野川放水路が開通したことで、この放水路沿いに県道134号線（現在は国道414号線）が建設されることとなり、モータリゼーションの波に乗って沼津市、富士市、富士宮市の奥座敷として急速に発展した。バブル景気も相まって、旧街道沿いに温泉街が急速に形成された。
長岡地区では戦後はいわゆる赤線で10軒以上営業しており、その流れを引き継ぎ、高度経済成長には歓楽温泉として大きく発展した。取締りにより一時期と比較して女性サービスを前面に出した飲食店は減った一方で、コンパニオン接待を大々的に売り出す宿泊施設が登場している。
近年では女性客や子供連れでも楽しめる「源氏山七福神巡り」「芸妓まつり」「まゆ玉飾り」を開催するなど、地域の文化や伝統芸能を残した観光へ力を注いでいる。
温泉街は低山に囲まれているが、いくつかの旅館からは富士山が眺められるところもある。

## 泉質
- アルカリ性単純温泉
  - 一般的な単純温泉と同じく無色、透明、無臭と案内されているが、自家源泉を有する施設ではヨウ素由来の若干の薬臭、または海藻の様な臭いがする。また、アルカリ土類金属によるすべすべ感が特徴的で、一部の宿では「美肌の湯」「美白の湯」などと謳っている。ただし加水を行ってる場合、これらの特徴が損なれていることがある。

戦後に急速に開発され、伊豆長岡と韮山地区併せて200本程度の井戸を開発した結果、温度低下と揚湯量が激減した。そのため泉質保護を目的とし、伊豆長岡町温泉事業協同組合（韮山地区は韮山土地開発組合を設置）により温泉集中管理組合を先駆的に導入した温泉地である。集中管理式導入は全国で浅虫温泉に次いで2番目の早さである。
40本近い源泉と集湯管により、一方通行循環供給を行っている。ピーク時の夕方以降に備えて、貯湯槽を2基備えている。自家源泉を所有している施設は、宿泊施設の規模や利用状況に応じて自施設で自家源泉を使用し、一部を集湯管に放流する形式となっている。自家源泉が無い施設は、その宿泊施設の規模に応じて配湯館の共同源泉を引湯する。
配湯管の総延長は13km、集湯管の総延長は3.8kmである。
| 源泉名                                   | 泉温  | 湧出量  | 泉質               | 深度 | 所在地 | 備考                                   |
| ---------------------------------------- | ----- | ------- | ------------------ | ---- | --- | -------------------------------------- |
| 古奈1号泉（たから温泉）                  | ℃     | 毎分 L  | アルカリ性単純温泉 | 100m | 北緯35度02分12.8秒 東経138度56分10.4秒 / 北緯35.036889度 東経138.936222度（「KKR伊豆長岡千歳荘」駐車場敷地内北西）    | 千歳荘自家源泉。集中管理中。           |
| 古奈2号泉（新頼朝温泉）※休止中           | ℃     | 毎分 L  | アルカリ性単純温泉 |      | | 集中管理中。                           |
| 古奈3号泉（あやめ温泉）※休止中           | ℃     | 毎分 L  | アルカリ性単純温泉 |      | 北緯35度02分05秒 東経138度56分09秒 / 北緯35.034745度 東経138.935747度（「井川館」敷地内）                             |                                        |
| 古奈4号泉（あやめ温泉(新)）              | ℃     | 毎分 L  | アルカリ性単純温泉 |      | 北緯35度02分05秒 東経138度56分10秒 / 北緯35.034692度 東経138.936003度（「井川館」敷地内）                             | 井川館自家源泉。集中管理中。           |
| 古奈6号泉（小坂千人風呂）                | ℃     | 毎分 L  | アルカリ性単純温泉 | m    | 伊豆の国市古奈1179-2（「弘法の湯・古奈本店」敷地内東側）                                                              | 弘法の湯自家源泉。集中管理中。         |
| 古奈12号泉（町営古奈3号） ※休止中        | ℃     | 毎分 L  | アルカリ性単純温泉 | m    | 伊豆の国市古奈1138（「姫の湯荘」敷地外西隣りの櫓）                                                                    | 旧町営温泉                             |
| 古奈13号泉（白石の湯）                   | ℃     | 毎分 L  | アルカリ性単純温泉 | m    | 北緯35度02分22.2秒 東経138度56分08.8秒 / 北緯35.039500度 東経138.935778度（「古奈湯元公園」敷地内東側）               |                                        |
| 古奈16号泉（町営古奈4号）                | ℃     | 毎分 L  | アルカリ性単純温泉 | m    | 伊豆の国市古奈255（「姫の足湯」隣りの櫓）                                                                             | 旧町営温泉。集中管理中。               |
| 古奈19号泉（菊の湯）                     | ℃     | 毎分 L  | アルカリ性単純温泉 | m    | 北緯35度02分18.4秒 東経138度56分11.9秒 / 北緯35.038444度 東経138.936639度（「おおとり荘」北西隣り）                   | おおとり荘自家源泉。集中管理中。       |
| 古奈22号泉（町営古奈8号）                | ℃     | 毎分 L  | アルカリ性単純温泉 | m    | 伊豆の国市古奈475（「伊古奈荘」東隣り）                                                                               | 旧町営温泉。集中管理中。               |
| 古奈23号泉（頼政温泉）                   | ℃     | 毎分 L  | アルカリ性単純温泉 | m    | 北緯35度02分06秒 東経138度56分26秒 / 北緯35.034975度 東経138.940457度 （「長岡ETハイツ」北隣り）                      | 旧町営温泉。集中管理中。               |
| 古奈24号泉（町営古奈7号）                | ℃     | 毎分 L  | アルカリ性単純温泉 | m    | 伊豆の国市古奈369-1                                                                                                   | 旧町営温泉。集中管理中。               |
| 古奈28号泉（観音の湯） ※休止中           | ℃     | 毎分 L  | アルカリ性単純温泉 | m    | 伊豆の国市古奈270-2                                                                                                   |                                        |
| 古奈30号泉（無量寿の湯）                 | ℃     | 毎分 L  | アルカリ性単純温泉 | m    | 伊豆の国市古奈594 | 集中管理中。                           |
| 古奈36号泉（京急ホテル1号源泉・宝の湯）  | ℃     | 毎分 L  | アルカリ性単純温泉 | m    | 伊豆の国市古奈182-3（「京急ホテル」正門前、道路を挟んだ向かい側）                                                     | 同ホテル自家源泉。集中管理中。         |
| 古奈38号泉（花の湯）                     | ℃     | 毎分 L  | アルカリ性単純温泉 |      | 伊豆の国市古奈259（「正平荘」の東側）                                                                                 | 集中管理中。                           |
| 古奈42号泉（込和田温泉）                 | ℃     | 毎分 L  | アルカリ性単純温泉 |      | 伊豆の国市古奈289-2                                                                                                   | 集中管理中。                           |
| 古奈44号泉（聚楽温泉）                   | ℃     | 毎分 L  | アルカリ性単純温泉 |      | 伊豆の国市古奈773 | 集中管理中。                           |
| 古奈50号泉（ホテルサンバレー富士見温泉） | 68.4℃ | 毎分88L | アルカリ性単純温泉 | 500m | 伊豆の国市古奈１８５−１（「ホテルサンバレー富士見」敷地内）                                                           | 唯一の集中管理外の温泉。               |
| 長岡2号泉（多門1号）                     | ℃     | 毎分 L  | アルカリ性単純温泉 |      | 北緯35度01分52.4秒 東経138度56分10.5秒 / 北緯35.031222度 東経138.936250度（「華の湯」北側）                           | 集中管理中。                           |
| 長岡3号泉（町営長岡6号）                 | ℃     | 毎分 L  | アルカリ性単純温泉 |      | 伊豆の国市長岡1032（「一条」西側）                                                                                    | 旧町営温泉。集中管理中。               |
| 長岡6号泉（菊の湯）※休止中               | ℃     | 毎分 L  | アルカリ性単純温泉 |      | 伊豆の国市長岡78 | さかや自家源泉。                       |
| 長岡9号泉（町営長岡3号）※休止中          | ℃     | 毎分 L  | アルカリ性単純温泉 |      | 伊豆の国市長岡1073（「さかなや旅館」敷地内南側）                                                                      |                                        |
| 長岡10号泉（町営長岡5号）※休止中         | ℃     | 毎分 L  | アルカリ性単純温泉 |      | 伊豆の国市長岡1065（「南山荘」敷地内）                                                                                |                                        |
| 長岡11号泉（町営長岡1号）                | ℃     | 毎分 L  | アルカリ性単純温泉 |      | 伊豆の国市長岡1042（「いずみ荘」敷地内）                                                                              |                                        |
| 長岡15号泉（加茂川温泉）※休止中          | ℃     | 毎分 L  | アルカリ性単純温泉 |      | 伊豆の国市長岡1339（「加茂川旅館」南側）                                                                              | 加茂川旅館廃業に伴い、廃止。           |
| 長岡16号泉（天野温泉）                   | ℃     | 毎分 L  | アルカリ性単純温泉 |      | | 集中管理中。                           |
| 長岡18号泉（町営長岡7号）                | ℃     | 毎分 L  | アルカリ性単純温泉 |      | 伊豆の国市長岡1110（「長岡ホテル」敷地内）                                                                            | 同ホテル自家源泉。 集中管理中。        |
| 長岡22号泉（こだま温泉）※休止中          | ℃     | 毎分 L  | アルカリ性単純温泉 |      | 伊豆の国市長岡609 | こだま荘の閉館に伴い休止。             |
| 長岡23号泉（つつじが丘温泉）             | ℃     | 毎分 L  | アルカリ性単純温泉 |      | 伊豆の国市長岡1345-4                                                                                                  | 集中管理中。                           |
| 長岡24号泉（若宮温泉）                   | ℃     | 毎分 L  | アルカリ性単純温泉 |      | 北緯35度01分46秒 東経138度56分13秒 / 北緯35.029568度 東経138.936852度                                                 | 集中管理中。                           |
| 長岡26号泉（町営長岡6号）                | ℃     | 毎分 L  | アルカリ性単純温泉 |      | 北緯35度01分54.9秒 東経138度55分54.1秒 / 北緯35.031917度 東経138.931694度（「ロイヤルマンション伊豆長岡」敷地内東側） | 同マンション自家源泉。集中管理中。     |
| 長岡28号泉（宮塚温泉）                   | ℃     | 毎分 L  | アルカリ性単純温泉 |      | 伊豆の国市長岡953 | 集中管理中。                           |
| 長岡29号泉（大和温泉）                   | ℃     | 毎分 L  | アルカリ性単純温泉 |      | 伊豆の国市長岡1065（「南山荘」敷地内）                                                                                | 集中管理中。                           |
| 長岡32号泉（丸山温泉）                   | ℃     | 毎分 L  | アルカリ性単純温泉 |      | 北緯35度02分08.2秒 東経138度55分47.6秒 / 北緯35.035611度 東経138.929889度（「𠮷春」敷地内北側）                       | 吉春の自家源泉。集中管理中。           |
| 長岡34号泉（猿渡温泉）                   | ℃     | 毎分 L  | アルカリ性単純温泉 |      | 北緯35度01分49.9秒 東経138度56分02.7秒 / 北緯35.030528度 東経138.934083度（「長岡ホテル」敷地内北側）                 | 弘法の湯長岡店の自家源泉。集中管理中。 |
| 長岡35号泉（長岡南温泉）※休止中          | ℃     | 毎分 L  | アルカリ性単純温泉 |      | 北緯35度01分45秒 東経138度56分00秒 / 北緯35.029146度 東経138.933307度（「伊豆長岡温泉」バス停敷地内南側の櫓）         | 休止中。                               |
| 長岡36号泉（七福温泉）※休止中            | ℃     | 毎分 L  | アルカリ性単純温泉 |      | 伊豆の国市長岡95（「山田旅館」敷地内）                                                                                | 山田旅館の閉館に伴い休止中。           |
| 長岡40号泉（神戸温泉）※休止中            | ℃     | 毎分 L  | アルカリ性単純温泉 |      | 伊豆の国市長岡639（「サンバレー伊豆長岡」南西側）                                                                     |                                        |
| 長岡44号泉（鶴の湯）                     | ℃     | 毎分 L  | アルカリ性単純温泉 |      | 伊豆の国市長岡612-10（中華料理「酔心」北側）                                                                          | 集中管理中。                           |
| 長岡45号泉（弥勒温泉）※休止中            | ℃     | 毎分 L  | アルカリ性単純温泉 |      | 北緯35度02分00秒 東経138度56分03秒 / 北緯35.033417度 東経138.934289度                                                 |                                        |
| 長岡47号泉（町営長岡6号）                | ℃     | 毎分 L  | アルカリ性単純温泉 |      | 伊豆の国市長岡105-1（「八の坊」西側）                                                                                 | 集中管理中。                           |
| 長岡66号泉（岩の畠温泉）※休止中          | ℃     | 毎分 L  | アルカリ性単純温泉 |      | 北緯35度01分58秒 東経138度55分45秒 / 北緯35.032694度 東経138.929089度                                                 | 集中管理中。                           |
| 長岡70号泉（静雲温泉）※休止中            | ℃     | 毎分 L  | アルカリ性単純温泉 |      | 伊豆の国市天野573北緯35度01分42.9秒 東経138度56分12.9秒 / 北緯35.028583度 東経138.936917度                            | 順天堂病院の施設拡張につき、休止中。   |

- 第1貯湯槽
  - 静岡県伊豆の国市長岡1157-2
  - アルカリ性単純温泉
  - 給湯温度：約60度
  - 伊豆長岡地区の21源泉を集約、分配

- 第2貯湯槽
  - 静岡県伊豆の国市墹之上
  - アルカリ性単純温泉
  - 給湯温度：約62度
  - 古奈地区の17源泉を集約、分配

## 施設
- 長岡地区側には足湯を中心とした「湯らっくす公園」、「小川屋足湯」がある。古奈地区側にも足湯として、「古奈湯元公園」「姫の足湯」があり、無料で利用できる。
- 共同浴場は長岡地区に2箇所、古奈地区に1箇所ある。
- 温泉街には温泉での治療を目的とした病院も複数ある。
- 長岡地区側には伊豆パノラマパークがあり、ロープウェイを使って葛城山の山頂まで行くことができ、富士山や駿河湾などの風景が楽しめる。

### 日帰り入浴施設（除く共同浴場）
- ニュー八景園（日帰りに特化した専用食事付プランや、休憩室等もある）
- 弘法の湯長岡店（日帰りに特化した専用食事付プランや、休憩室等もある）
- 弘法の本店
- 頼朝の湯・本陣（1000円）
- 八の坊（1000円）
- いずみ荘（1000円）
- ホテル天坊（1600円もしくは1700円）
- ホテルサンバレー伊豆長岡（1040円もしくは1370円）
- あづまや旅館（500円）
- KKR伊豆長岡（750円）
- コナステイ（1000円）

## 歴史
伊豆長岡温泉は長岡温泉と古奈温泉が合併してできた。
- 古奈地区の開湯は約1300年前と伝承されるが正確な史料はない。ただ、伊豆配流の身であった源頼朝の正室政子の生家北条氏の所領地にある温泉地として、吾妻鏡にも『伊豆國小名温泉』や『伊豆國北條小那温泉』の名が記され、当時から将軍家や公卿に用いられた湯治場であった[2]。
- 長岡地区の開湯は明治時代に入ってからで、田端温泉や多聞温泉などいくつかの温泉が合併して、長岡温泉と成った。
- 大正時代から戦前にかけて、後藤新平や平沼騏一郎、宇垣一成などの政官界要人が別荘を構えていた。

- 1921年（大正10年） ： 周辺の源泉井戸開発により、古奈温泉の由来となった自噴源泉（頼朝温泉）の湧出が止まる。
- 1930年（昭和5年）10月26日 ： 北伊豆地震の発生により3戸を除き建物すべて倒壊、死者20人。新聞では「全滅」と表現された[3]。
- 1972年（昭和47年） ： 源泉井戸開発がさらに進み、この頃に100近くの源泉井戸となる。
- 1975年（昭和50年） ： 温泉集中管理組合が発足。
- 1976年（昭和51年） ： 伊豆長岡町温泉事業協同組合が発足。
- 1978年（昭和53年）1月14日 ： 伊豆大島近海の地震が発生[4]。この地震で狩野川沿いで鉱滓ダムが破堤したため、伊豆長岡温泉の上水道の取水が一時的に困難となり、地震と合わせて風評被害を呼んだ[5]。
- 1991年（平成3年）：バブル崩壊により、熱海温泉、鬼怒川温泉といった全国の温泉地で旅館、ホテルの倒産が相次ぐ一方、以後10年ほど賑やかさが続いていた。
- 2008年（平成20年）：伊豆中央道が修善寺まで延伸開業。
- 2010年（平成22年）4月28日：伊豆縦貫道が東名高速道路沼津インターと直結。
- 2010年（平成22年）：長岡地区の4旅館「長岡ホテル」、「さかなや旅館」、「ゆもとや」、「こだま荘」が相次いで閉館。
- 2020年（令和2年）：週刊文春に取上げられ、Go To キャンペーン事業および県民割にて、コンパニオン等接待を含めたプランが割引除外に。

## お祭り・行事
- 源氏あやめ祭り
- 鵺ばらい祭
- 戦国花火大会
- 芸妓まつり

## 閉館した施設
全国の温泉街が衰退傾向になり始めたバブル崩壊の際、当温泉はもとより比較的安価な価格設定が多かった上、静岡県東部は自動車部品、家庭用紙製品の製造が盛んで、生活必需品である為すぐに景気悪化には繋がらず、奥座敷として一定の賑わいがあった。またコンパニオン接待や、当時はまだ珍しいインバウンド需要を積極的に取り入れるといった別路線で多くの施設が危機を脱した。
しかし、1998年に伊豆縦貫道が修善寺まで開通し修善寺温泉、土肥温泉などと競合関係になったこと、2010年には伊豆縦貫道が東名高速道路沼津インターと直結したことで静岡県中東部、神奈川県西部から日帰り圏内となり宿泊需要が減少、同時に近県の石和温泉、河口湖温泉、三谷温泉などがインバウンド需要の取り込みに注力したことで競合が激化し、2010年ころより廃業に追いこれまれた宿が急増している。
閉館が続出しているのが2010年以降のため、他温泉にみられるバブル期に閉鎖され、明らかな廃墟となっている様な建物は見当たらない。
- 伊豆ホテル
  - 1993年8月末で閉館。廃墟となっている。

- 長岡石亭
  - 静岡県伊豆の国市長岡55
  - 2006年6月、石亭グループ破産に伴い2009年9月末で閉館。2020年現在はTKPにより買収され、「石のや」となっている。

- ささや竹翠亭
  - 静岡県伊豆の国市古奈407
  - 2007年6月末で事業停止、負債10億4400万円。桂川グループの傘下になり、「桂川彩峰」としてオープン。

- 長岡ホテル
  - 静岡県伊豆の国市長岡1110
  - 2011年頃に閉館。2020年現在は日帰りプランや湯治などに特化した「弘法の湯・長岡店」となっている。

- 三渓園
  - 静岡県伊豆の国市長岡1035-1
  - 2020年現在は「伊東園ホテル 金城館」となっている。

- こだま荘
  - 静岡県伊豆の国市長岡605
  - 2010年頃に閉館。2015年頃解体。

- さかなや旅館本館
  - 静岡県伊豆の国市長岡1068
  - 2010年頃に閉館。
  - 2件の系列旅館を売却し債務整理をしたうえで、2021年6月に破産申請を行った。負債総額は17億円程とされる[6]。

- さかなや別館本陣
  - 静岡県伊豆の国市古奈6
  - さかなやグループ解散に伴い2010年頃に閉鎖し売却。現在は「頼朝の湯本陣」となっている。

- ゆもとや
  - 静岡県伊豆の国市長岡1093-5
  - 2010年9月末で閉館。廃墟となっている。

- 孔雀亭住吉館（住吉館旧館）
  - 伊豆の国市古奈1193-1
  - 2012年頃に閉館、解体され住宅地となっている。住吉館新館である「梅香苑住吉館」は2008年に土肥温泉の山海荘に経営譲渡した上で、「すみよし館」に名称変更し営業継続。
  - その後、「すみよし館」経営の山海荘株式会社は、2017年に負債11億円で破産申請をしている[7]。

- 懐石のやど　ときわ旅館
  - 静岡県伊豆の国市長岡1033-1
  - 2012年9月末で閉館、2020年現在は一条となっている。

- 山田屋旅館
  - 静岡県伊豆の国市長岡1076-1
  - 2013年9月末で閉館、2018年解体。

- 湯屋光林
  - 静岡県伊豆の国市長岡329-1
  - 2014年11月末で閉館。2016年頃に解体され住宅分譲地となった。

- 南山荘
  - 静岡県伊豆の国市長岡1056
  - 2016年3月末で閉鎖。

- 大観荘
  - 静岡県伊豆の国市古奈307
  - 2018年12月で事業停止、負債1億7000万円で破産申請[8][出典無効]。
  - 2020年、新経営者のもとで「コナステイ」となっている。

- 桂川彩峰
  - 静岡県伊豆の国市古奈407
  - 桂川グループ廃業に伴い、2019年3月で営業終了、同年9月より、「富嶽はなぶさ」が移転しオープン。

- 二葉
  - 静岡県伊豆の国市長岡1348-10
  - 2019年6月末で事業停止、負債2億8000万円で破産申請[9][出典無効]。
  - 2020年7月、新経営者のもとで「桂の泉」としてリニューアルオープン。

- 三楽の宿さかや
  - 静岡県伊豆の国市長岡78
  - 2019年9月末で閉館。

- 富嶽はなぶさ（旧）
  - 静岡県伊豆の国市長岡1148-1
  - 素泊まりの宿としてリニューアルオープンしたが、2020年2月末で閉鎖。

- 華の湯
  - 静岡県伊豆の国市長岡1304-1
  - 2020年3月末で閉館。

## アクセス

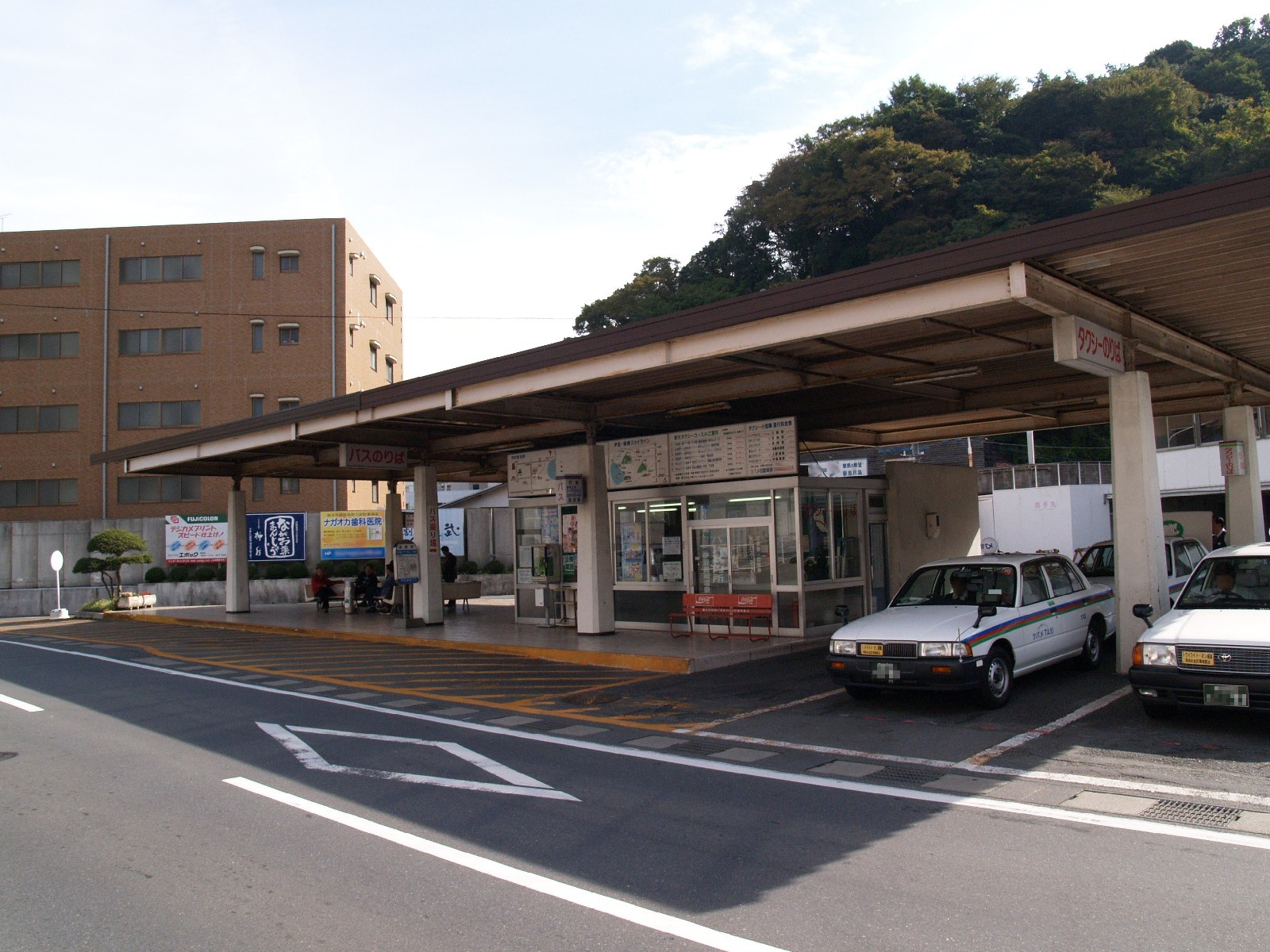
「長岡温泉駅」バスターミナル
伊豆長岡駅などと結ぶバスが発着する

- 鉄道：伊豆箱根鉄道駿豆線伊豆長岡駅より伊豆箱根バスで約5分。
- 高速バス：バスタ新宿より東海バスの運行する高速バス「伊豆長岡・修善寺温泉ライナー」で長岡温泉バス停留所まで2時間10分。
- 特急バス：三島駅北口3番のりばより伊豆箱根バスの特急バスで約40分[10]。
- 車：東名高速道路沼津インターチェンジ沼津ICまたは新東名高速道路長泉沼津ICより伊豆縦貫自動車道経由で約20分。